# Coptopteryx constricta
Coptopteryx constricta es una especie de mantis de la familia Coptopterygidae.

## Distribución geográfica
Se encuentra en Argentina.